# 黃薩滿教
黃薩滿教是指在蒙古和西伯利亞的薩滿教，它融合了佛教的儀式和傳統。「黃」表示蒙古的佛教，因為那裡的大多數佛教徒都屬於藏傳佛教中所謂的「黃教」，黃教的成員在為僧期間戴著黃色帽子 這個名詞還用於將其與另一種不受佛教影響的薩滿教（根據其信徒）區別開來，該種薩滿教被稱為「黑薩滿教」。

## 術語和背景
儘管「黃色」（或任何其他術語）一詞的適用性仍有爭議，但學者們認為蒙古最大的人口群體喀爾喀蒙古人所信仰的各種薩滿教是黃色薩滿教。也有部分人將西伯利亞布里亞特人實行的薩滿教稱為黃色薩滿教。

### 蒙古
佛教於元朝（西元十三至十四世紀）首次傳入蒙古，並被短暫確立為國教。對成吉思汗 （被接納為蒙古薩滿教萬神殿中的長生天）的崇拜也被納入佛教中。 蒙古本身在政治和發展上一直處於停滯狀態，直到 16 世紀，在俺答汗皈依之後，佛教重新確立了自己的地位。1691年，外蒙古被清朝吞併後，佛教成為整個地區的主要宗教，薩滿教開始融入佛教元素。 18世紀北蒙古狩獵部落對（佛教）統治集團喀爾克蒙古人的暴力抵抗導致了黑薩滿教的建立。
在蘇聯統治蒙古人民共和國期間，各種薩滿教都受到鎮壓； 1991年後，蘇聯影響的時代結束，宗教（包括佛教和薩滿教）捲土重來。
「黃薩滿教」一詞於1992年由森登賈夫·杜拉姆首次引入，隨後被奧特戈尼·普列夫採用，他認為黃色薩滿教是受佛教影響的繼承者，可以追溯到成吉思汗。更早期的信仰是黑薩滿教，被達爾扈特人信仰，無視喀爾喀人傳入此地區的佛教。 根據普列夫的說法，黃色薩滿教的中心是庫蘇古爾省的大雁鹿修道院，他在一位1926年在庫蘇古爾省出生的薩滿的誦經和祈禱中發現了黃薩滿教習俗的證據； 他認為，黃薩滿教現在已不復存在。
反對者認為，普列夫的論點過於依賴一省一位僧人的證據，黃薩滿教更可能是由於清朝與佛教之間的緊張關係而發展起來的殖民化策略。 不過，與普列夫的論點一致，黃薩滿教也被認為沒有在蘇聯和共產黨統治下倖存下來。

## 布里亞特
居住在貝加爾湖周圍的布里亞特人在十七世紀被俄羅斯帝國入侵，並在十八世紀接受佛教的同時，他們承認自己是蒙古人； 布里亞特薩滿教在多大程度上與佛教混合是學者們爭論的問題。 19世紀黑白薩滿教的分裂，黑色薩滿教召喚邪惡的神靈給人們帶來不幸，而白色的薩滿教召喚善良的神靈帶來幸福和繁榮，到了20世紀已經完全改變了。 今天，黑人薩滿教祈求傳統的薩滿神靈，而白人薩滿教則祈求佛教神靈並念佛咒語，但穿著黑色薩滿教服飾。 白巫師崇拜薩甘烏布根和布爾汗加爾巴爾（佛教的祖先）。

## 延伸閱讀
- 格魯派
- 西伯利亞的薩滿教（英语：Shamanism in Siberia）
- 大雁鹿（英语：Dayan Deerh）
- 薩甘烏布根（英语：Sagaan Ubgen）
- 布爾罕教:阿爾泰人一種綜攝薩滿族和佛教的新宗教